# Rolo y el secreto del guisante
Rolo y el secreto del guisante (The Princess and the Pea) es una película estadounidense, dirigida por Mark Swan en 2002, y protagonizada por Amanda Waring, Jonathan Firth y Nigel Lambert.
Esta película de animación está basada en uno de los cuentos más populares de Hans Christian Andersen, "La princesa y el guisante", escrito en 1835 y adaptado al teatro, la televisión y el cine en numerosas ocasiones. La historia, dirigida por el debutante Mark Swan, cuenta cómo es posible alcanzar la realeza gracias a unos actos e ideales nobles a pesar de la clase social con la que se nazca, y que el verdadero poder reside en un corazón puro.

## Sinopsis
La trama de la película tiene lugar en el Reino de Corazón, cuyos gobernantes son descendientes directos de la princesa protagonista del cuento La princesa y el guisante, pero aquella historia cayó en el olvido hace ya mucho tiempo y el antiguo palacio de dicha princesa está abandonado y en ruinas. 
En el momento actual, una antigua profecía está a punto de cumplirse: según una leyenda, el reino se acabará con el decimoctavo rey de Corazón si no se recuerda el secreto del guisante. Sebastian, un cuervo parlante que ejerce de Consejero Real, trabaja día y noche para intentar descubrir dicho secreto haciendo experimentos con guisantes, consultando libros antiguos y estudiando un tapiz semidestruido.
El anciano rey Windham fallece dejando dos hijos adultos, el malvado Laird, el hijo mayor, y el bondadoso Heath, el hijo menor. Según una antigua tradición, el nuevo rey de Corazón no es necesariamente el hijo primogénito, sino el que se presente primero en el Salón del Trono para ser coronado. Gracias a una argucia de Sebastian y el príncipe Rolo de Arveya, todavía un niño de pocos años, Heath se presenta en el Salón del Trono en lugar de Laird y es coronado como nuevo rey de Corazón junto a su esposa, Mariana. Para compensar a su hermano, Heath le entrega a Laird el gobierno del Reino de los Porquerizos, una región de Corazón. Enfurecido, Laird jura venganza.
Un año después, los dos hermanos se convierten en padres: Laird tiene una hija con su esposa, Helsa, y poco después se entera por una carta de que Mariana ha muerto tras haber dado a luz a una niña. Al enterarse de que Heath también tiene una hija, Laird planea su venganza: envía a Helsa a la capital con la excusa de ayudar a Heath a cuidar de su hija; sin embargo, el verdadero propósito de Laird es que Helsa intercambie a las dos recién nacidas para que la hija de ambos se convierta en princesa. Ante las reticencias de su esposa, Laird le promete a su esposa que su sobrina irá a parar a una buena familia, pero una vez se lleva a cabo el intercambio, Laird incumple su promesa y deja a la niña, que tiene una marca de nacimiento en forma de corazón en el pie derecho, a cargo de una familia de porquerizos perezosos y maleducados.
Dieciséis años después, Hildegard, la hija de Laird y Helsa, se ha convertido en una joven vanidosa y cruel. Alentada por su supuesta tía, Hildegard maltrata a todos y es altanera y descortés con Heath, que no consigue ver en ella nada que le recuerde a Mariana. Entretanto, Daria, la verdadera hija de Heath y Mariana, es una muchacha bella y bondadosa que vive esclavizada por su familia adoptiva. 
El príncipe Rolo, ya adulto, regresa a Corazón con su perro Winthrop para visitar a Heath mientras busca una princesa para casarse; el príncipe de Arveya cree que su futura esposa no solo debe ser una mujer de buen corazón, sino también de sangre real. Hildegard se encapricha de Rolo nada más verlo y aspira a casarse con él, pero él se siente asqueado por su egoísmo y su avaricia. Entretanto, gratamente impresionado por la maldad de Hildegard, Laird se presenta ante Helsa para pasar a la siguiente parte del plan: revelarle a Hildegard quiénes son sus verdaderos padres. Hildegard reacciona con ira al enterarse de la verdad, pero accede a participar en la venganza.
Mientras sigue buscando esposa, Rolo conoce por casualidad a Daria y a sus tres únicos amigos, los cerdos Princesa, Hambriento y Valiente. Rolo queda cautivado por la belleza y la dulzura de Daria, que le muestra el lugar secreto al que acude en sus momentos de mayor tristeza (las ruinas del viejo palacio); a pesar de todo, el príncipe se mantiene firme en sus planes, por lo que la abandona a pesar de sus sentimientos, pero no tarda en cambiar de idea tras conocer a otras princesas tan egoístas y altaneras como Hildegard; comprendiendo su error, regresa junto a Daria y ambos se declaran su amor mutuamente.
Desilusionado por el comportamiento de Hildegard, Heath decide desheredarla en favor de Rolo; por ello, ordena a Sebastian que le envíe un mensaje al príncipe informándole de sus planes, pero Helsa lo intercepta con la ayuda de su halcón, que ataca a Sebastian y le roba el mensaje para llevárselo a Laird; el cuervo cae al vacío y aterriza en el viejo palacio.
Al saber de los planes de su hermano, Laird convence a todos los habitantes del Reino de los Porquerizos de que Daria es una bruja. Una turba la persigue e intenta matarla incendiando su escondite con ella dentro, pero Daria logra escapar con la ayuda de sus cerdos. Entretanto, Sebastian, que sigue dentro de las ruinas y no se ha dado cuenta del fuego, por fin descubre el secreto del guisante en una vidriera del salón: si una muchacha duerme sobre una pila de veinte colchones y es capaz de notar un guisante debajo de todos ellos, significa que es una princesa auténtica. Rolo, que aparece buscando a Daria, rescata al cuervo y ambos logran salvarse a tiempo, pero están muy débiles por la inhalación de humo, por lo que son trasladados a la capital.
Creyendo muerta a Daria, Rolo acepta casarse con Hildegard. Mientras tanto, Daria abandona a los porquerizos y se dirige a la capital en busca de Rolo. Agotada tras el viaje, se tumba sobre la pila de veinte colchones de Sebastian, pero no consigue dormir por culpa del guisante que hay debajo. Al ver esto y descubrir en su pie la marca de nacimiento, Sebastian comprende que Daria es la verdadera princesa de Corazón, pero son capturados por Laird y Helsa.
Gracias al cerdo Valiente, el cuervo logra escapar y consigue detener la boda y revelar que Hildegard no es hija de Heath y, por tanto, no es la legítima princesa de Corazón. A petición de todos, Hildegard muestra su pie derecho, en la que se ha pintado una marca de nacimiento como la de Daria, pero Winthrop se la borra a lametones. 
Laird aparece con Daria de rehén, y su esposa e hija huyen con él por todo el castillo hasta llegar al tejado. Rolo, secundado por su perro y los tres cerdos, se enfrenta a Laird y su familia, que acaban cayendo al foso y posteriormente son arrestados por traición.
Tras reunirse con Rolo, Daria finalmente conoce a su padre, que se llena de alegría al ver su gran parecido con Mariana. Con el beneplácito de Heath, Rolo y Daria se casan en el antiguo palacio, restaurado para la ocasión, y viven felices para siempre.